# Димитър Стоянов (футболист)
Димитър Стоянов е български футболист, който играе на поста полузащитник за Берое (Стара Загора) под наем от Славия (София). Той също така има участия с националните отбори до 19 и до 21 години.